# Ludwik Ollender
Ludwik Ollender (ur. 20 czerwca 1843 w Złoczowie, zm. 26 grudnia 1916 we Lwowie.) – ksiądz, nauczyciel na Uniwersytecie Lwowskim, proboszcz w Stryju, proboszcz w parafii Marii Magdaleny we Lwowie, honorowy kanonik kapituły Metropolitalnej Lwowskiej.

## Życiorys
Ludwik Ollender (właściwie Olländer) syn Michała i Pauliny Pyszyńskiej. W latach 1857–1860 uczęszczał do Gimnazjum im. Franciszka Józefa I we Lwowie. Po ukończeniu Uniwersytetu Lwowskiego,
w 1875 zostaje katechetą w 4 klasowej szkole głównej wzorowej we Lwowie. Od następnego roku również profesor na Wydziale Teologicznym Uniwersytetu Lwowskiego, gdzie wykłada co najmniej do 1888. Następnie do 1903 jest proboszczem w parafii pw. Narodzenia Matki Bożej w Stryju. Urzędując w Stryju, w 1894 zostaje mianowany dziekanem okręgu stryjskiego oraz honorowym kanonikiem kapituły Metropolitalnej Lwowskiej (przed 1900). Od 1906 do śmierci w 1916 był proboszczem w parafii św. Maryi Magdaleny we Lwowie (kościół przy ul. Sykstuska i L. Sapiechy)
Spoczywa na Cmentarzu Janowskim we Lwowie.